# Campaña austrohúngara de ocupación de Bosnia y Herzegovina
La campaña austrohúngara de ocupación de Bosnia y Herzegovina fue un largo proceso de conquista militar de los territorios otomanos del valiato de Bosnia por parte del Ejército austrohúngaro que duró de 1878, cuando se los otorgó el Congreso de Berlín, hasta el aplastamiento de las bandas rebeldes en 1882. La conquista permitió la implantación de un condominio de la provincia por las dos mitades del Imperio austrohúngaro.

## Ventajas e inconvenientes de la ocupación
El notable debilitamiento del poder otomano en las provincias europeas del imperio fue el motivo principal para la ocupación austrohúngara del valiato de Bosnia. Los Habsburgo habían combatido contra los otomanos en la provincia desde principios del siglo XVIII, pero, pese a las sucesivas revueltas que los alarmaron, solo los mandos militares austrohúngaros abogaban abiertamente en favor de la conquista de la provincia, considerada pobre en materia prima y sin alicientes económicos para que Austria la controlase. El gobierno de Hungría se oponía también a tal conquista, pues las élites magiares no deseaban que aumentase el número de súbditos eslavos del emperador.
Los militares, por el contrario, defendían desde 1853 la necesidad de apoderarse del territorio para acabar con la inestabilidad que generaba en la frontera meridional austrohúngara  y de hecho el Estado Mayor diseñó planes de invasión el año siguiente. En 1856, el principal militar de Austria-Hungría, el mariscal Joseph Radetzky, presentó un estudio al emperador Francisco José justificando la conveniencia de ocupar el territorio para proteger la vecina provincia austriaca de Dalmacia, lindante con Herzegovina. En 1866, el almirante de la flota imperial austríaca defendió también la medida para mejorar las comunicaciones terrestres de su principal base naval, el puerto dálmata de Cattaro, con el resto del imperio.

## Las guerras balcánicas de 1875-1878 y el Congreso de Berlín
En 1875 estalló una nueva rebelión campesina, fundamentalmente de población ortodoxa, en el valiato bosnio, que fue aplastada brutalmente por las autoridades otomanas. La represión, en la que cientos de aldeas fueron incendiadas, produjo decenas de miles de refugiados. La fallida rebelión marcó además el comienzo de una serie de conflictos balcánicos que inquietaron a los mandatarios austrohúngaros, preocupados por la posible expansión rusa en los Balcanes: las serbo-turcas y la gran guerra ruso-turca de 1877-1878, concluidas ambas con la derrota del Imperio Otomano.
A consecuencia de estos conflictos, las grandes potencias europeas celebraron entre junio y julio de 1878 el Congreso de Berlín. Este resultó un triunfo para la diplomacia austrohúngara, que aprovechó la debilidad militar y económica otomana logrando dividir y reducir el territorio búlgaro —Bulgaria era el principal aliado ruso en los Balcanes— y obtener permiso de Gran Bretaña y de Alemania para ocupar las regiones otomanas de Bosnia y Herzegovina, aunque no para anexárselas.

## Ocupación del valiato

Principales choques entre las tropas austrohúngaros y los rebeldes bosnios, con sus fechas correspondientes.

Dado que el gobierno otomano de Estambul aceptó retirar sus unidades militares de Bosnia y Herzegovina , los austrohúngaros consideraron que la ocupación se podría realizar sin muchos impedimentos. A finales de julio estaban listas los efectivos de ocupación: setenta y dos mil hombres y ciento doce cañones, repartidos entre la 18.ª División acantonada en Dalmacia y el XIII Cuerpo de Zagreb, compuesto de tres divisiones y una brigada de caballería. El mando de las unidades se encomendó al veterano general serbocroata Josip Filipović. El contingente austrohúngaro no estaba preparado más que para ocupar el territorio pacíficamente, mas no por la fuerza: no contaba con artillería y logística adecuada para imponerse a una oposición armada y parte de sus regimientos eran de la reserva.
El triunfalismo del gobierno imperial en Viena soslayó las dificultades de la ocupación militar sobre unos territorios montañosos, con pocos caminos y mal dispuestos hacia los Habsburgo: tan solo los católicos, un 18 % de la población, eran en principio favorables a las nuevas autoridades; el 39 %, formado por musulmanes, eran hostiles a los austríacos, así como lo eran los cristianos ortodoxos, que integraban el restante el 43 %.
La noticia de la concesión del valiato a los austriacos, que Viena comunicó al gobierno provincial bosnio el 3 de julio, desató el rechazo de la población musulmana y de parte de la ortodoxa. Un notable local musulmán, Salih Effendi Hayi Lojo, proclamó la rebelión dos días más tarde, y forzó a colaborar con él al gobernador de la provincia, pese a las órdenes del Gobierno del sultán. A finales de mes y tras ciertos incidentes, el jefe rebelde, que contaba con cierto respaldo de la población ortodoxa, reunió un ejército con la cooperación de varios miles de soldados otomanos que desobedecieron las órdenes de retirarse. A finales de julio de 1878, los rebeldes contaban con 93,000 efectivos en total: poco más de 13,800 soldados otomanos -de los casi 40,000 acantonados allí por el gobierno otomano- junto con 72,200 voluntarios bosnios. Los rebeldes habían conseguido además apoderarse de 72 de los 77 cañones que el ejército otomano tenía en Bosnia.
La invasión austrohúngara comenzó el 29 de julio por el norte y desde el comienzo tuvo que enfrentarse a la denodada resistencia de los rebeldes, que habían fortificado los pueblos. La penetración desde la costa de Dalmacia, aún más ardua, empezó dos días después; la 18.ª División tuvo que atravesar el quebrado terreno de Herzegovina para alcanzar Mostar, la capital de la región, recién el 5 de agosto y tras agotadoras marchas. El hostigamiento a los invasores fue constante y los rebeldes no les daban cuartel. La primera batalla de importancia más allá de las continuas escaramuzas se libró en Jajce el 7 de agosto, localidad que los austrohúngaros tomaron al asalto tras ocho horas de combates. La principal desventaja de los austrohúngaros residía en la escasa artillería de montaña; las baterías de este tipo tuvieron que trasladarse continuamente de una parte a otra de la provincia para participar en el sometimiento de las distintas comarcas. La artillería pesada austrohúngara de campaña resultó inútil en el áspero terreno bosnio y los fusiles de los soldados invasores no tenían ventaja alguna respecto a los de los rebeldes.
Los rebeldes no lograron derrotar a los austrohúngaros en ninguno de los enfrentamientos que se libraron durante la invasión, pero sí infligirles copiosas bajas y disputarles encarnizadamente diversas plazas. La comarca de Tuzla, principal ciudad del noreste bosnio, requirió cuatro días de lucha, entre el 8 y el 12 de agosto, para ser sometida por la 20.ª División austrohúngara y, pese a ello, continuó el hostigamiento al invasor. Los bosnios contaban en la zona con 14,000 hombres, once cañones, y el mejor jefe militar de la rebelión, el muftí de Taşlıca.
El 14 de agosto la 7.ª División tomó la segunda ciudad de la provincia, Bania Luka, con casi veinte mil habitantes, defendida denodadamente por 5,000 rebeldes que repelieron el primer asalto. Al día siguiente, dos batallones dálmatas de la 18.ª División se apoderaron de Livno, en el oeste bosnio, tras trece horas de lucha; la toma de la población sirvió tanto para proteger el flanco occidental de la 7.ª División como para emprender desde ella operaciones de sometimiento de las montañas cercanas. Para tratar de aplastar definitivamente la resistencia bosnia, Filipović ordenó a sus tropas marchar contra Sarajevo, pese a no haber domeñado aún gran parte de la provincia y arriesgarse con ello a perder la comunicación con la retaguardia. Al mismo tiempo, continuaban las operaciones de eliminación de los focos rebeldes en las zonas ya teóricamente controladas, como la región de Tuzla, donde entre el 15 y el 19 de agosto la 20.ª División perdió más de doscientos hombres.
El 18 de agosto, las divisiones austrohúngaras 6.ª y 7.ª alcanzaron los alrededores de la capital bosnia, mientras la 20.ª continuaba las operaciones en el noroeste. A la tarde del día siguiente y pese a las recias defensas con las que contaban los rebeldes en la ciudad, que combatían casa por casa, los austrohúngaros conquistaron Sarajevo. La conquista de la capital provincial, con cincuenta mil habitantes —dos tercios de ellos musulmanes—, no puso fin a la resistencia bosnia.
Para completar la conquista, Filipović solicitó refuerzos y le fueron enviadas otras cuatro divisiones que implicaban 50,000 soldados, muchos de ellos reservistas. La fuerza invasora se convirtió en el 2.º Ejército, continuamente hostigado por las bandas rebeldes del campo. A principios de septiembre, comenzaron las operaciones de eliminación de los focos rebeldes en el noreste y noroeste. Una de las nuevas divisiones aniquiló el grueso de las fuerzas del muftí de Taşlıca en la comarca de Doboj, pero a costa de grandes pérdidas. En el noroeste, la 7.ª División conquistó Ključ, también con gran número de bajas, entre el 6 y el 8 de septiembre. El 7 la 36.ª División sufrió más de medio millar de bajas tratando infructuosamente de tomar Bihać, capital de la comarca más densamente poblada por musulmanes de la provincia. La población únicamente pudo ser sometida por cerco, el 19 del mes y ello no acabó con la resistencia en la comarca, que perduró hasta principios de octubre e infligió varios cientos de bajas más a los austrohúngaros.
La resistencia bosnia se había debilitado a mediados de septiembre en tanto los sublevados -aislados y sin apoyo exterior- carecían de municiones y armas, aunque todavía quedaban por entonces importantes grupos rebeldes que se resistían a los invasores. En Brčko, los rebeldes infligieron 200 bajas el 17 de septiembre a los austrohúngaros, que, no obstante, les arrebataron la localidad. La última operación de importancia fue la conquista del valle del Drina, con abundante población musulmana. Para ello se envió desde Sarajevo a la 1.ª División el 19 de septiembre, que dos días más tarde chocó con el principal grupo rebelde de la zona. Nuevamente, los austrohúngaros salieron victoriosos de la lid, pero, una vez más, al precio de copiosas bajas, casi 500.
A principios del mes siguiente, los mandos dieron por concluida la ocupación del valiato. Para completarla, el Ejército imperial había tenido que destinar más de un tercio de sus efectivos (278 000 soldados encuadrados en once divisiones y media y una brigada de caballería, dotados de cuarenta y cinco baterías), casi cuatro veces más que el contingente asignado inicialmente a la operación. Había sufrido entre cinco y diez mil bajas, entre muertos, heridos y desaparecidos.

## Instalación de la administración austrohúngara
Como resultado de la campaña de conquista, bastante más difícil de lo previsto, las autoridades austrohúngaras se percataron de que era indispensable dominar la nueva provincia mediante unidades de montaña, adaptadas especialmente al terreno montañoso, y capaces de combatir cualquier alzamiento en el abrupto terreno bosnio. Para reducir los costes de la ocupación, a mediados de noviembre se redujo el número de tropas a 50,500 soldados, encuadrados en un cuerpo de ejército.
La administración civil quedó en manos del Ministerio de Finanzas, común a las dos mitades del imperio. Las autoridades austrohúngaras pusieron en marcha un gran reforma administrativa adaptando la burocracia con modelos de Europa Central, pero no aplicaron una reforma agraria para no aumentar el disgusto de los terratenientes musulmanes que, sin embargo, emigraron a Anatolia en gran número (varias decenas de miles). En general, los cuarenta años de gobierno austrohúngaro en la región tuvieron un tinte cuasicolonial.
A mediados de 1879, las unidades austrohúngaras destacadas en la provincia apenas contaban con diecisiete mil soldados en total, concentrados en las principales poblaciones y poco presentes en el campo. Para compensar la escasez de tropas, las autoridades crearon en octubre de 1878 una gendarmería, siguiendo el modelo de la antigua gendarmería otomana. El mando del nuevo organismo lo ostentaban oficiales del ejército imperial, pero el personal provenía tanto de la gendarmería austrohúngara como de voluntarios locales, de las tres comunidades bosnias. A finales de 1879, contaba con algo más de dos mil hombres repartidos en casi 150 comisarías; el mando general estaba en Sarajevo y había también tres comandancias regionales en la capital, Bania Luka y Mostar.

## Nuevas revueltas

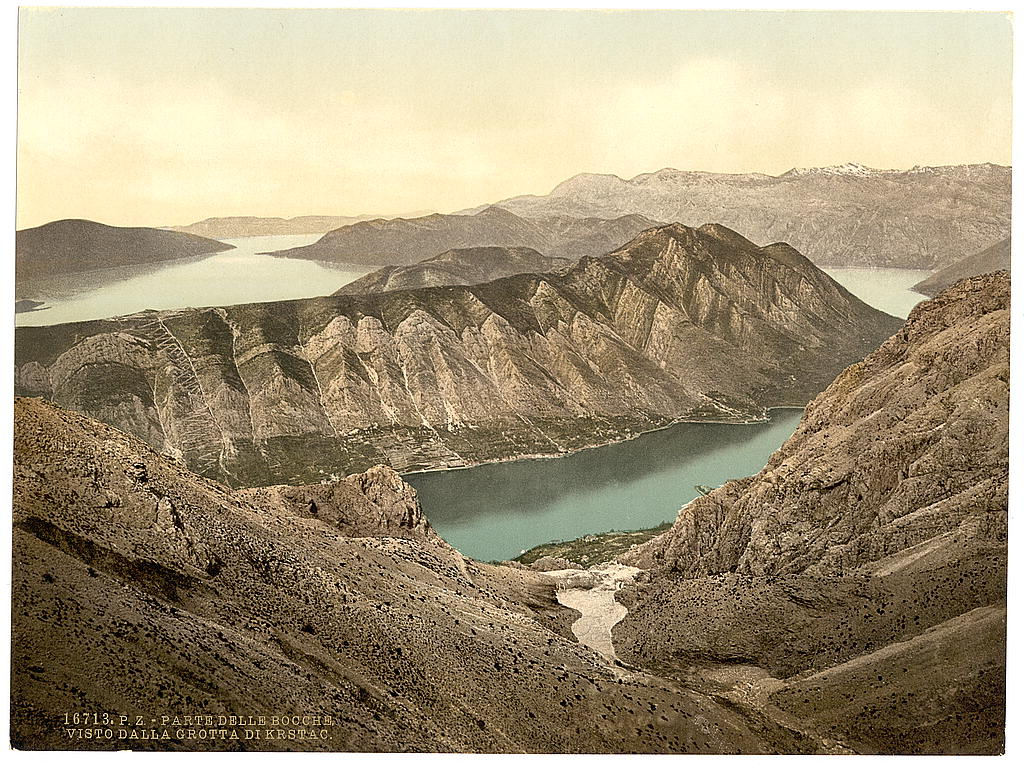
La bahía de Cattaro donde se hallaba la base naval austrohúngara homónima en el Adriático junto a la que se libraron combates contra los rebeldes, refugiados en las tierras en torno al puerto. Los barcos de la Armada austrohúngara participaron con su artillería en la derrota de los alzados.

Las bandas armadas, dedicadas fundamentalmente al robo aunque también hostiles a los austrohúngaros, emprendieron un nuevo alzamiento en Herzegovina oriental en septiembre de 1879, incendiando uno de los puestos de la gendarmería. Tras algunos choques con tropas austrohúngaras, los rebeldes se dispersaron. En el otoño de 1881, la implantación del servicio militar obligatorio desató una nueva revuelta, una vez más en la empobrecida Hercegovina oriental. La primera escaramuza se libró el 4 de noviembre, y seguidamente se desató una serie de asaltos a los puestos de la gendarmería en la región. Los primeros intentos de aislar a los rebeldes de las regiones limítrofes, de donde obtenían apoyo, fracasaron. Para abordar el aplastamiento de la revuelta, el Ejército austrohúngaro creó un mando conjunto para Herzegovina y el sur de Dalmacia y reforzó las unidades destinadas en la zona a principios de 1882. El mando de la operación contra los rebeldes se entregó al veterano teniente general serbocroata Stjepan Jovanović, experto en la región, coronel en el aplastamiento de la rebelión similar en el sur de Dalmacia en 1869 que había participado también en la conquista de Bosnia en 1878. Recibió para ello cuarenta regimientos encuadrados en tres divisiones y ocho brigadas, seis de estas de montaña.
A principios de año, los escurridizos rebeldes, que atravesaban con facilidad la frontera provincial y la nacional con Montenegro, eran ya en torno a tres mil, ortodoxos y musulmanes. Entre enero y febrero, se apoderaron de varios puestos de la gendarmería, atacaron varias guarniciones y se hicieron con el control de gran parte de la frontera. El contraataque austrohúngaro empezó el 14 de febrero, en la frontera con Montenegro. La operación, que duró seis semanas, hizo buen uso de la artillería de montaña, de la información sobre las bandas rebeldes y de grandes columnas móviles (compuestas al menos por un regimiento), que acometían las posiciones rebeldes con decisión. A mediados de marzo, los rebeldes habían sido desbaratados y se refugiaban en Dalmacia y Montenegro, incapaces de hacer frente a la ofensiva enemiga. Los austrohúngaros reforzaron la frontera con Montenegro con nuevos puestos de la gendarmería y reclutaron una policía auxiliar en la zona, que participó de manera efectiva pero brutal en el aplastamiento de la rebelión. Las fuerzas austrohúngaros pasaron a continuación a concentrarse en la eliminación de las bandas rebeldes de Krivošije, cerca de Cattaro. La Armada participó también en esta fase de la campaña, principalmente con la artillería de los buques destinados en la base de Cattaro. Los principales combates en Krivošije concluyeron a mitad de abril. Para tratar de rematar la pacificación de la región, el emperador otorgó una amnistía a los rebeldes el 22 del mismo mes, que no fue muy efectiva, pues pocos de los que todavía conservaban las armas las entregaron a las autoridades. La rebelión se fue desvaneciendo lentamente hasta desaparecer en noviembre, con grupos armados cada vez menores. El 1 de junio se abolió en mando conjunto dálmato-herzegovino y en septiembre las unidades destinadas en la región volvían a tener los efectivos anteriores a la operación.

## Conclusión
El aplastamiento militar del levantamiento, unido a la ausencia de represalias austrohúngaras contra la población civil y la amnistía de abril de 1879 pusieron fin a la última gran rebelión en Bosnia. Los austrohúngaros -congraciándose con las élites locales- lograron además implantar eficientes redes de espionaje dentro de las tres grandes comunidades bosnias, con lo que desbarataron posibles nuevos alzamientos.
Durante el resto del periodo austrohúngaro en Bosnia, las autoridades se granjearon el favor de la comunidad musulmana, principalmente de sus notables, merced al respeto por el islam y el mantenimiento de parte de sus privilegios de la época otomana. Pese a que la rebelión de 1882 había estallado a causa de la implantación del servicio militar, posteriormente las unidades reclutadas en Bosnia fueron de las más reputadas del imperio y descollaron en la Primera Guerra Mundial.